# Ruolo della musica nella seconda guerra mondiale
La seconda guerra mondiale fu il primo conflitto nell'era della musica di massa diffusa elettronicamente.
Molte persone in guerra ascoltavano la radio e suonavano dischi in grande quantità. Nel 1940 il 96,4% delle famiglie cittadine nordamericane aveva la radio. La più bassa percentuale della popolazione americana per ascoltare la musica trasmessa, le famiglie rurali meridionali, aveva ancora una radio ogni due famiglie.
Tassi di utilizzo simili della musica di massa diffusa elettronicamente si verificarono in Europa. Durante il dominio nazista le radio di proprietà in Germania salirono da 4 a 16 milioni di famiglie. Quando le maggiori potenze entrarono in guerra milioni di cittadini avevano dispositivi radio domestici che non esistevano nella prima guerra mondiale. Anche durante il periodo prebellico, il suono fu introdotto nel cinema e i musical divennero molto popolari.
Pertanto la seconda guerra mondiale fu una situazione unica per la musica e il suo rapporto con la guerra. Mai prima era stato possibile non solo singoli brani, ma anche singole registrazioni di canzoni distribuire in modo così vasto alla popolazione. Mai prima d'ora il numero di ascoltatori di una singola esibizione (una registrazione o una produzione televisiva) era stato così alto. Inoltre mai prima d'ora gli stati avevano avuto tanto potere da determinare non solo quali canzoni venissero eseguite e ascoltate, ma di controllare le registrazioni, non permettendo alle persone di modificare le canzoni nelle loro esibizioni. Anche se la gente del posto cantava ancora e produceva canzoni, questa forma di musica affrontò una seria nuova concorrenza da parte della musica elettronica distribuita in modo accentrato.

## Una canzone tedesca inglese
Lili Marlene è stata la canzone più popolare della seconda guerra mondiale per entrambe le forze tedesche e britanniche. Basata su una poesia tedesca, la canzone fu registrata in entrambe le versioni inglese e tedesca. La canzone fu musicata nel 1938 e fu un successo con le truppe dell'Afrika Korps. Il combattimento mobile nel deserto richiedeva un gran numero di unità radio e le truppe britanniche nella Campagna del Nordafrica iniziarono a godersi la canzone al punto da essere rapidamente tradotta in inglese. La canzone fu usata durante la guerra non solo come una canzone popolare, ma come uno strumento di propaganda.

## Canzoni americane
Le truppe americane avevano accesso regolare alla radio in tutte le situazioni di combattimento più difficili e non solo i soldati conoscevano canzoni specifiche, ma specifiche registrazioni. Ciò diede un carattere alla musica delle truppe americane durante la Seconda Guerra Mondiale, non tanto canzoni cantate attorno al fuoco o mentre marciavano, ma ascoltate tra i combattimenti sulla Radio delle Forze Armate.
- Amor - Andy Russell con Al Sack e la sua Orchestra (1944)
- Ac-Cent-Tchu-Ate The Positive - Johnny Mercer (1944)
- Bésame Mucho -  Andy Russell con Al Sack e la sua Orchestra
- Be Careful, It's My Heart - Compositore: Irving Berlin - Dal film: Holiday Inn (1942)
- Boogie Woogie Bugle Boy - Andrews Sisters (1941)
- Comin' In On A Wing And A Prayer - The Song Spinners
- Der Fuehrer's Face - Spike Jones e i suoi City Slickers (1943)
- Remember Pearl Harbor - Sammy Kaye (1942)
- Don't Fence Me In - Bing Crosby e The Andrews Sisters (Cover)
- Don't Sit Under The Apple Tree (With Anyone Else But Me) - Compositore: Lew Brown, Sam H. Stept e Charlie Tobias (1942)
- Ev'ry Time We Say Goodbye - Compositore: Cole Porter - Dal musical: Seven Lively Arts (1944)
- G.I. Jive - Johnny Mercer
- I Don't Want To Walk Without You - Harry James e la sua Orchestra Compositore: Frank Loesser e Jule Styne - Dal film: Sweater Girl (1942), performed by Betty Jane Rhodes
- I Wonder - Louis Armstrong
- I'll Be Seeing You - The Ink Spots - Bing Crosby Parole di Irving Kahal, musica di Sammy Fain
- I'll Get By (As Long As I Have You) - Ink Spots
- I'll Walk Alone - Martha Tilton
- It's Been A Long, Long Time - Harry James e la sua Orchestra
- Long Ago (And Far Away) - Jo Stafford Compositore: Ira Gershwin e Jerome Kern - Dal musical: Cover Girl (1944)
- Kiss The Boys Goodbye - Compositore: Frank Loesser e Victor Schertzinger - Dal film: Kiss The Boys Goodbye (1941)
- Praise the Lord and Pass the Ammunition - Compositore: Frank Loesser (1942)
- Sentimental Journey - Les Brown e la sua Orchestra; Compositore: Bud Green, Les Brown e Ben Homer – (1944)
- (There'll Be Bluebirds Over) The White Cliffs of Dover - Jimmy Dorsey e la sua Orchestra (1942)
- Till Then - Mills Brothers
- Waitin' For The Train To Come In - Peggy Lee
- What a Diff'rence a Day Made -  Andy Russell con Paul Weston e la sua Orchestra (1944)
- When The Lights Go On Again (All Over The World) - Vaughn Monroe e la sua Orchestra (1943)
- You'd Be So Nice To Come Home To - Compositore: Cole Porter - Dal musical: Something To Shout About – (1942)
- Yours - Jimmy Dorsey e la sua Orchestra

Gli Stati Uniti furono in grado di utilizzare la crescita esponenziale dell'era tecnologica per comporre musica per vari motivi. In Sounds of War: Music in the United States during World War II, è stato chiarito che la musica composta aveva vari scopi, ma, ciò che più conta, ricorda la tensione che si era sviluppata tra le istituzioni per trovare il modo giusto di usare la musica per gli interessi degli Stati Uniti. Gli esempi possono essere visti attraverso i diversi tipi di canzoni prodotte e pubblicizzate in questo periodo. Canzoni come I'll Be Seeing You (1938) e Praise the Lord and Pass the Ammunition (1942) erano canzoni che mantenevano i cittadini negli Stati Uniti calmi e fiduciosi sul ritorno dei loro cari. D'altra parte queste canzoni ebbero altri effetti sui soldati che combattevano all'estero. Per loro canzoni come queste portavano nostalgia e desiderio di casa.
Con la guerra che si scatenò negli anni '40, sorsero iniziative per aiutare i soldati a continuare a combattere. Con un numero di arruolati che raggiungeva quasi i 500.000, l'Esercito e le altre istituzioni della Difesa cominciarono a creare bande militari che avrebbero avuto lo scopo di incentivare il morale nel Fronte interno, mantenendo allo stesso tempo il patriottismo e il nazionalismo ai massimi storici. La prima canzone di guerra patriottica della seconda guerra mondiale negli Stati Uniti fu God Bless America, scritta da Irving Berlin per una rivisitazione del tempo di guerra durante la prima guerra mondiale, ma fu sospesa e successivamente rivista e utilizzata nella seconda guerra mondiale. C'erano molte altre famose canzoni di guerra patriottica durante questo periodo come A Nightingale Sang in Berkeley Square di Glenn Miller e Arms for the Love of America, sempre di Irving Berlin nel 1941.
Dopo aver inserito con successo la musica negli sforzi bellici, era necessario altro per mantenere vive e stabili le speranze sia negli Stati Uniti che nel Fronte interno. Varie volte la musica veniva usata come strumento di battaglia durante la guerra, sia che si trattasse di divertire o di far ristabilire i soldati durante la guerra. Ancora più importante fu l'impatto che la musica degli anni '40 ebbe sulle persone e l'effetto che continua ad avere ancora ora. Sounds of War: Music in the United States during World War II sostiene che la musica composta durante gli anni '40 era diversa da qualsiasi altro periodo della musica per la sua enfasi nel far sentire all'ascoltatore come se fosse parte della guerra o se fosse da qualunque altra parte. Aggiunge che le canzoni della seconda guerra mondiale continuano ad essere usate oggi per ricordare quei duri tempi di guerra e per ricordare a tutti di quale fosse il costo della libertà e della indipendenza. Alcuni esempi di questo includono Fanfare for the Common Man di Aaron Copland (1942) e Lincoln's Portrait (1942). Queste sono ancora suonate per le inaugurazioni presidenziali e continuano ad avere l'effetto di una "sofferenza per l'indipendenza".
Negli anni '40 il Dipartimento di Stato degli Stati Uniti incoraggiava anche lo scambio reciproco di musica alla radio con i paesi neutrali dell'America Latina per promuovere la politica del buon vicinato del presidente Franklin Roosevelt e il panamericanismo. Attraverso l'istituzione dell'Ufficio del Coordinatore degli affari inter-americani (OIAA), il presidente Roosevelt utilizzò la musica come forma di diplomazia culturale al fine di migliorare le relazioni internazionali con l'America Latina e prevenire la diffusione delle ostilità militari in tutte le Americhe. Musicisti e compositori professionisti del Nord e del Sud America furono invitati ad esibirsi insieme in programmi radiofonici come Viva América a sostegno di questi sforzi. Tra questi musicisti figurano: Alfredo Antonini, Juan Arvizu, Nestor Mesta Chayres, Eva Garza, Elsa Miranda, Miguel Sandoval, John Serry Sr. e Terig Tucci.
Negli anni immediatamente successivi alla seconda guerra mondiale, l'esercito degli Stati Uniti continuò a utilizzare la musica come forma di diplomazia culturale tra le rovine dell'Europa occidentale. Nel 1952 fu fondata la Seventh Army Symphony Orchestra sotto la direzione musicale del compositore Samuel Adler, nel tentativo di dimostrare l'eredità musicale condivisa degli Stati Uniti e delle nazioni vinte dell'Europa. Attraverso una serie di spettacoli musicali dal vivo e trasmissioni sulla rete dei servizi radio delle Forze armate, l'orchestra promosse con successo la comprensione reciproca e la pace tra il popolo tedesco e americano per un decennio fino al 1962.
Sebbene la musica fosse resa popolare grazie alla radio ampiamente distribuita, il numero di concerti salì alle stelle insieme all'inserimento di donne e musicisti afroamericani in bande e gruppi militari. Se le donne siano state inserite per l'attrazione sessuale o per l'effettiva accettazione da parte delle istituzioni non è ancora chiaro, ciò che è chiaro è che i gruppi erano ora di sessi misti e alcuni persino di razze miste in un'epoca di sessismo e razzismo. Questo dimostra che il ruolo della musica non ha avuto effetti solo in ambito internazionale, ma anche in ambito nazionale.

## Canzoni giapponesi
- Nikudan san'yūshi (肉弾三勇士?, The Three Brave Human Bullets)
- Aikoku kōshinkyoku (愛國行進曲?, Patriotism March)
- Hawaii kaisen (ハワイ海戰?, Hawaii Naval Battle)
- Taiheiyō kōshinkyoku (太平洋行進曲?, Pacific Ocean March)
- Hinomaru kōshinkyoku (日の丸行進曲?, Hinomaru March)
- Roei no uta (露營の歌?, Song of the Bivouac)
- Shingun-swingu (進軍スウィング?, Marching-Swing)
- Aiba shingunka (愛馬進軍歌?, Favorite Horse's Marching Song)
- Aikoku no hana (愛國の花?, Flower of Patriotism)
- Kōgun banzai (皇軍万歳?, Long Live the Imperial Army) (A jazz song despite its title. Performed by Tadaharu Nakano and the Nakano Columbia Rhythm Boys.)
- Moshi, moshi, kame-yo (もしもし龜よ?, Hello, Hello, Turtle!)
- Manshū-gurashi (満洲ぐらし?, Joyous Life in Manchukuo)
- Wakare no burūsu (別れのブルース?, Farewell Blues)
- Ajia burūsu (亞細亞ブルース?, Asia Blues)
- Shanhai burūsu (上海ブルース?, Shanghai Blues)
- Manshū musume (満洲娘?, Manchurian Girl)
- Umi yukaba (海行かば?, If I Go to the Sea)
- Asa (朝?, Dawn)
- Tonarigumi (隣組?, Neighborhood Association)
- Nan'yō kōro (南洋航路?, South Sea Route)
- Parao koishi-ya (パラオ戀しや?, Beloved missing Palau)
- Ume no burūsu (雨のブルース?, Rainy Blues)
- Soshū yakyoku (蘇州夜曲?, Suzhou Nocturne)
- Chaina Tango (チャイナ・タンゴ?, China Tango)
- Shina no yoru (支那の夜?, China Nights)
- Gunkoku komori-uta (軍國子守唄?, Lullaby of a War-time Country)
- Nyan-nyan matsuri (娘々祭 「満洲から北支へ」?)
- Kigen' nisenrop'yaku-nen (紀元二千六百年?, Year 2,600 (of Japan's Foundation))
- Shussei heishi o okuru uta (出征兵士を送る歌?, Song for Sending Off the Soldiers to the Front)
- Manira no machikado-de (マニラの街角で?, On the Street Corners of Manila)
- Batabiya no yoru wa fukete (バタビヤの夜は更けて?, Midnight(Late at Night) in Batavia)
- Ashita wa otochi-ka (明日はお立ちか?, When You Depart Tomorrow)

## Musica negli alleati democratici
Ciò che è notevole negli sforzi compiuti nel Regno Unito e negli Stati Uniti durante la seconda guerra mondiale è il grado in cui i desideri della maggior parte delle persone erano in linea con quelli dei capi. Ciò significava che il governo americano e britannico potevano contare sulla musica popolare che rifletteva gran parte degli stessi obiettivi di guerra che il governo voleva. Il popolo americano voleva una rapida vittoria finale sull'Asse senza compromessi e le canzoni su un mondo in pace dopo la guerra con i ragazzi che arrivavano a casa, non solo rispondevano ai desideri personali delle persone, ma riflettevano anche gli obiettivi del governo degli Stati Uniti. Franklin Delano Roosevelt era sempre stato motivato ad una rapida fine della guerra.
Questa unione di un desiderio privato e statale diede probabilmente al Regno Unito ed agli Stati Uniti un certo livello di energia che permise alle nazioni di ottenere molto di più a un costo inferiore rispetto alle altre grandi potenze della guerra. La sofferenza delle masse per mano dei governi non era necessaria come in Germania.

## Musica popolare Britannica e la radio della BBC
Prima della guerra la radio della BBC aveva un approccio abbastanza elitario alla musica popolare. Musica jazz, swing o la musica da ballo delle big band fu relegata in alcuni spot a tarda notte. Durante la guerra la BBC fu costretta ad adattarsi, se non altro perché i soldati britannici ascoltavano le stazioni radio tedesche per sentire i loro preferiti di musica da ballo.
Questo adattamento non era senza conflitto. L'azienda BBC aumentò a malincuore la quantità di musica ballabile suonata, ma la censura fu severa. Il successo americano "Coming in on a Wing and a Prayer", per esempio fu censurata a causa del suo mix quasi blasfemo di parole religiose e di una melodia foxtrot. I capi della BBC erano anche preoccupati per i cantanti melodici di stile americano che minavano la virilità degli uomini britannici.
La direzione della BBC si sforzò di attenersi al tono disinvolto che ritenevano avesse contribuito a vincere la prima guerra mondiale, così George Formby e Gracie Fields furono molto ascoltati alla radio. In effetti queste due stelle erano indubbiamente più eroi per la gente della classe operaia in Gran Bretagna che non Winston Churchill, dal momento che venivano visti come "provenire dalla gente comune".
Gli Stati Uniti non avevano bisogno di un Ministero della Propaganda avanzato; poteva contare sulle big band che producevano la musica che rifletteva gli interessi primari del governo perché quelli erano gli interessi della popolazione.
La Gran Bretagna aveva una radio che suonava musica popolare, molto apprezzata dai tedeschi di stanza in Francia e nei Paesi Bassi o che volavano sopra la Gran Bretagna. La più famosa cantante solista fu Vera Lynn che divenne nota come "il tesoro delle forze".
Tra le canzoni popolari nei concerti in Gran Bretagna durante la guerra c'erano:
- Run Rabbit Run - Cantata da Flanagan ed Allen (1939) Parole di Noel Gay & Ralph Butler. Musiche di Noel Gay.
- There'll Always Be An England (1939-40) Parole di Hughie Charles. Musiche di Ross Parker. Cantata da Vera Lynn.
- We'll Meet Again parole e musica di Ross Parker e Hughie Charles (1939)

Questa è forse la più famosa canzone del tempo di guerra con i versi:
|  | We'll meet again                           |
|  | Don't know where                           |
|  | Don't know when                            |
|  | But I know we'll meet again some sunny day |

La registrazione di Vera Lynn fu suonata in modo indimenticabile durante una scena apocalittica nel Dr. Stranamore; i Byrds lo coprirono (con un effetto altrettanto ironico) nel loro primo album.
 (EN) We'll Meet Again, su YouTube, 22 agosto 2007. URL consultato il 21 novembre 2018.
- Kiss Me Goodnight, Sergeant-Major (1939), parole di Don Pelosi, musica di Art Noel
- We're Going to Hang out the Washing on the Siegfried Line (1939), parole di Jimmy Kennedy, musica di Michael Carr
- (There'll Be Bluebirds Over) The White Cliffs of Dover, parole di Nat Burton e musica di Walter Kent (1941-42)
- When the Lights Go on Again, scritta da Eddie Seller, Sol Marcus e Bennie Benjamin

La colonna sonora della serie TV Dad's Army, "Chi pensi che stia scherzando, signor Hitler?" non viene dalla guerra, sebbene fosse inteso come un dolce pastiche di canzoni di guerra. Con testi di Jimmy Perry e musica di Perry e Derek Taverner, è stato cantata da uno degli idoli dell'infanzia di Perry, l'intrattenitore in tempo di guerra Bud Flanagan, morto nel 1968, subito dopo il primo episodio.

## Canzoni Russe
- Katjuša
- Fazzoletto blu
- La guerra sacra
- Scura è la notte
- Addio di Slavianka
- Marcia dei carristi sovietici
- Marcia dell'artiglieria di Stalin
- Ogoniok (Prosciutto)
- Oy, Tumany (Oh, le Nebbie)
- V lesu prifrontovom (In una foresta vicino al fronte)
- Ždi Menia (Attendimi)

## Canzoni tedesche
Il governo nazista si dedicò molto alla promozione della cultura e della musica germaniche, che riportavano le persone alla cultura popolare dei loro antenati, mentre promuovevano la distribuzione della radio per trasmettere la propaganda. Il governo nazista aveva l'ossessione di controllare la cultura e promuovere la cultura che controllava. Per questo motivo i gusti della gente comune nella musica erano molto più segreti. Molti tedeschi usavano le loro nuove radio per ascoltare la musica jazz odiata da Hitler ma amata in tutto il mondo.
Nell'arte questo attacco venne dopo l'espressionismo, l'impressionismo e tutte le forme di modernismo. Le forme di musica prese di mira comprendevano il jazz e la musica di molti dei compositori più dissonanti classici moderni, tra cui quella di Igor Stravinskij, Paul Hindemith e Arnold Schönberg. Hindemith era uno dei tanti compositori fuggiti dal Terzo reich a seguito della persecuzione musicale (oltre che della persecuzione razziale, poiché la moglie di Hindemith era in parte ebrea). I compositori moderni che adottarono un approccio più convenzionale alla musica, tuttavia, furono accettati dal Terzo Reich. Per esempio, Carl Orff e Richard Strauss poterono rimanere nel paese durante il periodo nazista.
Anche un sottile fattore della storia rende più difficile ottenere un quadro attendibile della musica della Germania che non tra gli Alleati. La seconda guerra mondiale nel mondo di lingua inglese è solitamente ricordata come un grande trionfo e la musica viene spesso eseguita con un senso di orgoglio. Pertanto nel tempo la coscienza collettiva della musica di questo periodo è diventata più forte. In Germania la seconda guerra mondiale è generalmente considerata un periodo vergognoso; sarebbe difficile immaginare una band che suona "tutti i vecchi favoriti" della seconda guerra mondiale in un luogo pubblico.
La musica popolare è legata alla nostalgia e alla memoria collettiva. Anche se uno storico può trovare esempi di musica che erano stati riprodotti alla radio, o può raccogliere canzoni di soldati di un periodo, il significato soggettivo e il valore assegnato a una canzone dalle persone di quel periodo saranno fortemente influenzati dall'opinione posteriore di quei soggetti riguardo a quella musica.
Ad esempio, è noto che molti tedeschi amavano la musica jazz americana, è anche noto che i tedeschi cantavano canzoni negli eventi sponsorizzati dai nazisti; ma sarebbe difficile determinare la relativa popolarità di questa musica nell'attuale contesto di vergogna riguardante la guerra.
Pertanto il meglio che si possa comprendere sulla musica tedesca durante la guerra è la politica ufficiale del governo nazista, il livello di imposizione e alcune nozioni sulla diversità di altre musiche ascoltate, ma come i perdenti nella guerra. Alla musica tedesca e alle canzoni naziste della seconda guerra mondiale non è stato assegnato l'alto status eroico della musica popolare americana e britannica. Come fosse la musica stessa, tuttavia, è considerata da molti come al di sopra del livello di quest'ultima, cosa che è anche vera per la musica italiana fascista del tempo.

## Musica tedesca approvata
Per i nazisti era sacro il concetto che la cultura della Germania fosse la più grande nella storia ma, come in tutti i rami dell'arte, Hitler si interessò a sopprimere il lavoro di tutti quelli che considerava "non idonei" promuovendo certi compositori come veri tedeschi. Pertanto il governo riconobbe ufficialmente certi compositori come veri tedeschi, tra cui:
- Ludwig van Beethoven
- Anton Bruckner
- Hans Hotter cantante
- Herbert von Karajan direttore d'orchestra
- Richard Wagner

## Musica tedesca non approvata
Insieme alle mostre di "arte degenerata" ("entartete Kunst") il governo nazista identificò certa musica, compositori e artisti come "musica degenerata" ‘’Entartete Musik’’, questi comprendevano:
- Berthold Goldschmidt
- Ernst Křenek
- Erich Wolfgang Korngold
- Arnold Schönberg
- Bruno Walter
- Anton Webern

Nel 1938 la Germania nazista approvò una legge ufficiale sulla musica jazz. Non a caso trattava della natura razziale della musica e fece una legge basata su teorie razziali. Il jazz era "negroide", rappresentava una minaccia per la cultura superiore europea ed era quindi vietato, tranne nel caso di studi scientifici.

## Musica popolare permessa dai nazisti
I gradi della censura variavano e i tedeschi erano probabilmente più interessati alla guerra che agli stili musicali. Ma con il peggioramento della guerra, gli obiettivi del governo si spostarono dalla costruzione di un perfetto stato tedesco a mantenere in linea la popolazione e l'importanza delle canzoni che sollevavano il morale sarebbe aumentata.
Furono ufficialmente incoraggiate alcune canzoni popolari durante la guerra, tra le quali:
- Berlin bleibt doch Berlin! (Berlino è ancora Berlino), parole di Bruno Balz, musica di Will Meisel,[20] era popolare quando Joseph Goebbels era vicino alla caduta di Berlino.

Una nota strana è che Goebbels commissionò un gruppo musicale swing chiamato "Charlie and His Orchestra" che sembra sia esistito puramente a scopi di propaganda.

## Canzoni polacche della seconda guerra mondiale
C'erano canzoni specifiche della resistenza polacca, delle forze armate polacche in occidente ed in oriente. Tra quelle degne di nota figurano Siekiera, motyka, la canzone più popolare nella Polonia occupata, Rozszumiały się wierzby płaczące, la canzone più popolare dei partigiani polacchi, Czerwone maki na Monte Cassino, la canzone più popolare delle Forze armate polacche in Occidente, Oka, la canzone più popolare delle Forze armate polacche in Oriente e Marsh Gwardii Ludowej, canzone popolare anche conosciuta come Canzone dei partigiani, inno della GL.

## Propaganda contro il nemico
Prima hanno suonato alcuni dischi americani. Non ricordo tutto ciò che lei ha detto. Ha detto: "Le vostre mogli e le vostre amiche sono probabilmente a casa in un bell'edificio caldo, a ballare con altri uomini. Tu sei finito qui al freddo." Faceva freddo e nevicava. Dent Wheeler su Axis Sally durante l'offensiva delle Ardenne.
"Non esiste una "Tokyo Rose", il nome è una vera e propria invenzione dei G.I.. Il nome fu applicato ad almeno due melodiose voci giapponesi alla radio giapponese... I controllori governativi che ascoltano per 24 ore al giorno non hanno mai sentito le parole "Tokyo Rose" su una radio dell'Estremo Oriente controllata dai giapponesi."
Durante la seconda guerra mondiale spesso truppe o avamposti isolati si trovavano ad ascoltare la radio del nemico, che usava la musica popolare come mezzo per attrarre gli ascoltatori e quindi fornire messaggi di propaganda.
Questo tipo di propaganda fu messo in atto da entrambe le parti ed è uno delle prime operazioni psicologiche di massa. Spesso il propagandista diventava popolare tra le altre parti e ci sono poche prove che abbiano avuto qualche impatto, tranne che i partecipanti all'Asse erano spesso detenuti e perseguitati se originariamente provenivano da paesi alleati, mentre le emittenti alleate erano considerate legittime. Ancora una volta questo dimostra il modo in cui la musica è compresa nel contesto della Seconda Guerra Mondiale dal punto di vista dei vincitori, mentre Tokyo Rose (Iva Ikuko Toguri D'Aquino) e Axis Sally (Mildred Gillars) affrontarono anni di persecuzioni dopo la guerra.
L'Inghilterra giustiziò Lord Haw Haw (William Joyce) per tradimento, nel 1946. Anche in questo caso la storia oggettiva della musica nella seconda guerra mondiale può davvero essere minima. Il contesto storico dopo la guerra, le rivelazioni dei mali dei regimi dell'Asse e la vittoria finale della società dei consumi predetta nelle canzoni degli alleati impongono un contesto agli eventi come vedere una stella attraverso la lente di un telescopio.

## Canzoni, composizioni ed altro scritti dopo la guerra
- Threnody to the Victims of Hiroshima, di Krzysztof Penderecki nel 1960
- La colonna sonora di Da qui all'eternità di George Duning e Morris Stoloff ebbe una nomination per il Premio Oscar per la miglior colonna sonora.
- The Hiroshima Symphony, di Erkki Aaltonen nel 1949
- Un sopravvissuto di Varsavia, di Arnold Schönberg descrive gli orrori della Rivolta del ghetto di Varsavia.
- On The Nameless Height
- Cabaret - Musical prodotto e diretto da Hal Prince nel 1966, racconta l'ascesa al potere del Partito nazista, con una canzone che esprime l'ideologia nazista "Tomorrow Belongs to Me".
- The Producers di Mel Brooks è famoso forse per la canzone più strana della seconda guerra mondiale, "Springtime for Hitler".
- Den Pobedy ("Victory Day")
- Last King Tiger degli Ignitor parla dell'invasione russa a Berlino e della caduta del Reich.
- When the Tigers Broke Free, Bring the Boys Back Home ed altre canzoni dei Pink Floyd.